# Telewizyjne Technikum Rolnicze
Telewizyjne Technikum Rolnicze (TTR) – cykl programów telewizyjnych nadawany przez TVP od 31 stycznia 1973 do 2 września 1990, produkowany przez TVP Szczecin. 
Telewizyjne Technikum Rolnicze było emitowane od poniedziałku do piątku w godzinach 13:30-14:30 oraz w soboty o godz. 7:00-8:00 na antenie TVP1. Na początku lat 80. wykłady TTR były nadawane od godziny 6:00-7:00.
Telewizyjne Technikum Rolnicze było adresowane dla uczniów technikum. Treści programów odnosiły się do wykładanych przedmiotów zawodowych i ogólnych, którymi były:
- Mechanizacja rolnictwa
- Uprawa roślin
- Hodowla zwierząt
- Matematyka - zajęcia prowadził m.in. mgr Zbigniew Miczko[2]
- Biologia
- Chemia
- Fizyka - zajęcia prowadził m.in. dr Karol Hercman[3]
- Historia
- Język polski

TTR był także na antenie podczas wakacji jako Zajęcia wakacyjne emitowane w niedzielne poranki. We wrześniu 1990 Telewizyjne Technikum Rolnicze zostało zdjęte z emisji ze względu na modernizację bloku programów oświatowych w TVP. Ostatni wykład nadano 2 września 1990.
Kontynuacją TTR był program „Agroszkoła”, poświęcony tematyce rolniczej, emitowany w latach 1990–1992 i produkowany przez TVP3 Łódź, zaś w późniejszym okresie pojawił się w jej miejscu „Magazyn Notowań”, emitowany w latach 1992–1999.
Utworem muzycznym wykorzystanym do czołówki Telewizyjnego Technikum Rolniczego jest Hit the Road Jack Raya Charlesa.

## W kulturze
- Telewizyjne Technikum Rolnicze zostało wspomniane w jednym z odcinków serialu Świat według Kiepskich z 2000 roku.